# Lợn rừng Bắc Trung Hoa
Lợn rừng Trung Hoa hay lợn rừng Bắc Trung Hoa (Danh pháp khoa học: Sus scrofa moupinensis) là một phân loài lợn rừng có ở Việt Nam, Tứ Xuyên, bờ biển Trung Quốc. Hiện nay có rất nhiều ghi nhận chỉ về sự đa dạng của các cá thể lợn trong phân loài này, hiện nay sự đa dạng này chưa được công nhận nhưng có thể những nhóm đa dạng này có thể là một phân loài riêng biệt
Tại Việt Nam có Lợn rừng Việt Nam hay heo rừng Việt Nam là một giống lợn rừng phân bố tại Việt Nam, chúng thuộc nhóm lợn rừng Trung Quốc. Lợn rừng Việt Nam sống rất nhiều ở các vùng sinh thái khác nhau trong đó các loại lợn rừng vùng Đông Nam Bộ, miền Bắc và Lào có thể là một. Ngày trước tại Đà Lạt, lợn rừng có hai loại một loại có ít lông, thường thấy ở độ cao 1.000m và một loại hai bên má có những vạch màu trắng, nặng 150 kg hay hơn nữa.
Hiện nay, giống lợn này đang được thuần hóa và lai giống phục vụ cho hoạt động chăn nuôi và chúng thường có hai nhóm giống: Nhóm giống mặt dài và nhóm giống mặt ngắn, đến nay theo xuất xứ có bốn loại lợn rừng được nuôi:
- Lợn rừng Việt miền Bắc được nuôi tại Ba Vì, Hà Nội
- Lợn rừng Phú Yên nuôi tại trang trại động vật quý hiếm Hòa Khánh, Khánh Hòa
- Lợn rừng Cát Tiên nuôi tại trang trại ở Cần Giuộc, Long An và Đồng Nai
- Lợn rừng Bình Phước ở vùng Miền Đông Nam Bộ

Bên cạnh đó, còn có các loại lợn lai mang máu lợn rừng vì trong tự nhiên tại các bản làng dọc miền núi phía Bắc như Lai Châu, Hà Giang và ở dãy Trường Sơn như Thanh Hoá, Quảng Trị, Quảng Ngãi, Gia Lai, vùng Bình Phước đều có con lai do người dân nuôi thả lợn nhà vào rừng và xảy ra giao phối giữa lợn rừng với lợn nhà và ngày nay ở Việt Nam có mô hình nuôi lợn rừng đạt hiệu quả kinh tế..

## Đặc điểm

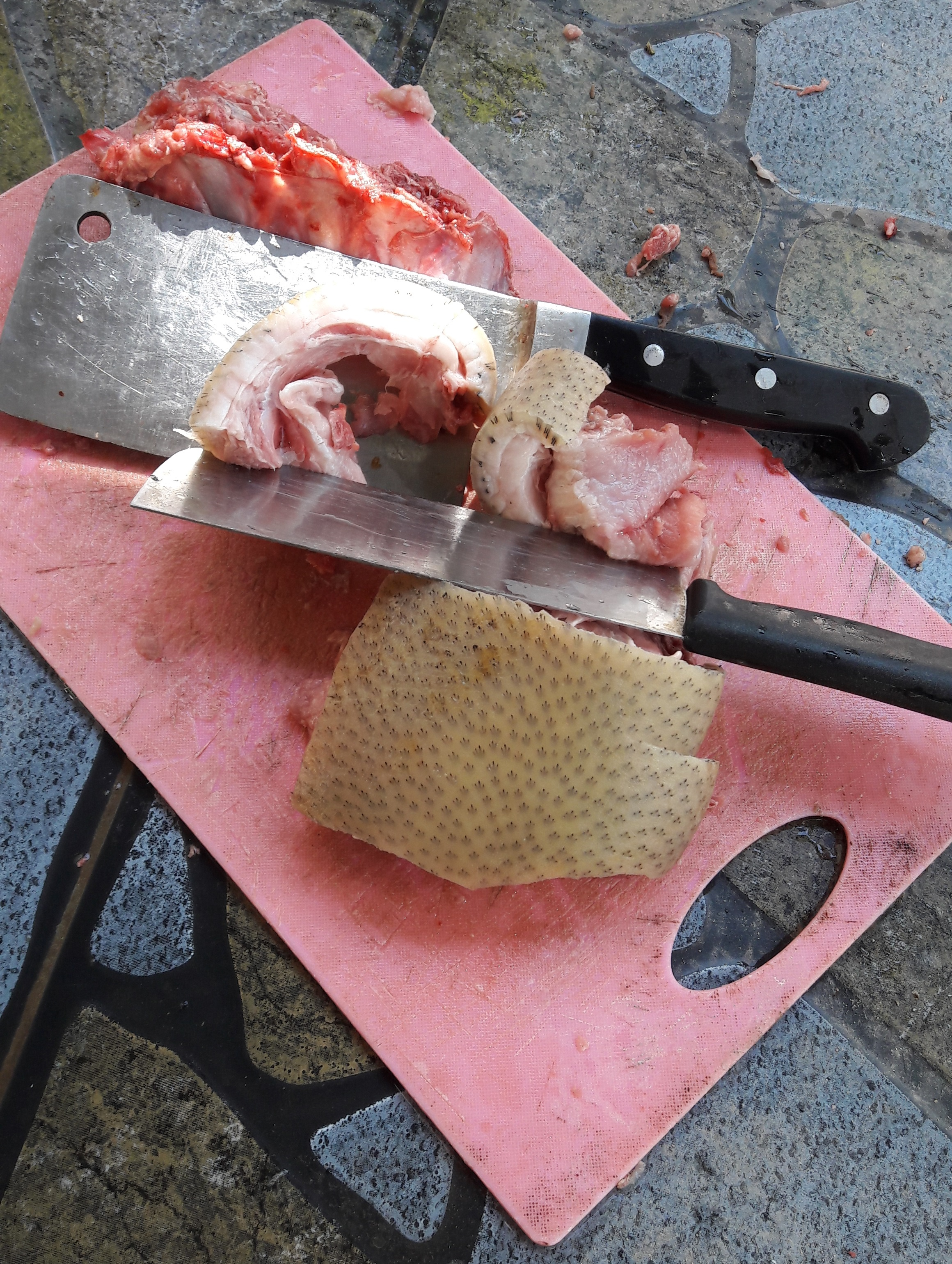
Một miếng thịt của một con heo rừng Việt Nam săn bắn được ở Hướng Hóa, đối với heo rừng thật thì trên da của chúng ở mỗi lỗ chân lông mọc ra ba sợi lông, trong khi heo nhà chỉ mọc ra một sợi

Đây là loại lợn sống ở rừng rất hung giữ và khó thuần hóa. Lợn rừng Việt Nam thuần chủng có thân hình cân đối, nhanh nhẹn, di chuyển linh hoạt, mình hơi gầy, dài đòn, lưng thẳng, bụng thon, chân dài, nhỏ và móng nhọn, cổ dài, đầu nhỏ, mõm dài và nhọn, tai nhỏ vểnh và thính, mũi rất thính và khỏe, da lông màu hung nâu, hung đen hay xám đen, một gốc chân lông có ba ngọn, lông dọc theo sống lưng và cổ dày, dài và cứng hơn. Vai chúng thường cao hơn mông, đuôi nhỏ, ngắn, chỉ dài đến khoeo. Con đực có răng nanh phát triển, con cái có 2 dãy vú, mỗi dãy 5 núm vú phát triển và nổi rõ
Một số con có mõm dài, có da dày, lông nâu bạc, lúc nhỏ có sọc dưa, chân cao, có lông bờm, thân mảnh, ở tuổi trưởng thành lợn rừng có răng nanh, ba lông chụm. Chúng có sọc vàng hơn, lông lơ phơ, mọc thẳng đứng, tai nhọn bé như tai chuột, thân lép, mông tóp, chân cao, móng chân chụm. Khi trưởng thành lợn rừng Việt Nam còn có thêm đặc điểm mới là lông bờm phát triển hơn, lông cứng, dựng đứng. Thịt của lợn rừng Việt hầu như không có mỡ lưng, ít mỡ và đặc biệt là thịt rất thơm ngon bổ dưỡng.
Loại lợn rừng ở Tây Yên Tử được gọi là con quái vật của rừng già, chúng sống ở nơi có những rừng tre trúc rất lớn, thức ăn bổ dưỡng là măng có quanh năm, nên giống lợn rừng ở đây to lớn, hung dữ lạ lùng. Các thợ săn tại khu vực này săn được những con lợn rừng nặng đến cả tạ, nanh dài đến gang và cũng không ít người mang thương tật nặng vì loài vật này. Một con lợn khoảng 123 kg nếu bán nguyên con cho các quán được 40.000đ/1 kg, xẻ thịt được khoảng 50.000đ/1 kg.
Con lợn rừng mẹ thường nhỏ, thường chỉ từ 35 – 50 kg, mõm dài và nhọn, đầu nhỏ, tai nhỏ, cổ dài thắt ngẫng, không có má, đẻ ít con, lợn chậm lớn, màu lông thường là hung đen, thịt cơ bản không có mỡ và 97% là thịt nạc. Tuy nhiên rừng thuần Việt đối với lợn con mới đẻ nuôi rất khó và hay bị chết do hay bị bệnh đi phân trắng. Lợn mẹ thường đẻ ít con khoảng 2-3 con/lứa. Chúng có lông lá xù xì phóng nhanh, trông thì hung dữ nhưng lũ lợn rừng nếu bị lai thì lại có bản tính hiền lành, giống lợn rừng lai lại có được tính hiền lành của mẹ nhưng lại phàm ăn 
Lợn rừng Việt Nam lai lợn rừng Thái Lan được coi là loại giống ưu việt, do con giống ở đời này đã loại bỏ được những nhược điểm ở lợn rừng Thái và phát huy được những ưu điểm của lợn rừng Việt Nam, lợn mẹ trưởng thành cũng chỉ khoảng 35 – 60 kg, mõm dài và nhọn, cổ dài thắt ngẫn, tai nhỏ, đầu nhỏ, không có má, dáng cao, thân dài, màu lông thường là hung đen, đẻ con vừa phải khoảng 5 – sáu con/lứa, thịt không có mỡ thì có 95% là thịt nạc.

## Tập tính

### Phá phách
Lợn rừng rất thích và có khả năng đào bới, trong một khu bãi cỏ rậm rạp có cả những loại cây có gai cũng sẽ bị cày xới lên, cỏ cây nhỏ bị ăn sạch sau một vài ngày lợn đến, lợn thường gặm, cà mình vào cây để gãi ngứa, đái vào gốc cây làm cây chết. Chúng có đặc tính cực kỳ phàm ăn, gây hại cho những nương ngô, nương sắn khi còn sống hoang dã. Ở thôn Đại Bình thị trấn Trung Phước, huyện Nông Sơn, tỉnh Quảng Nam nơi đây còn nổi tiếng là làng săn lợn rừng, do địa thế thuận lợi, phía sau núi dựng, trước mặt là sông nên lợm rừng sinh sống ở đây rất nhiều, do đó mùa săn lợn rừng chủ yếu vào tháng Chạp đến tháng Giêng, đây là thời điểm nhiều lợn rừng nhất, dân làng trồng khoai, sắn ở bìa rừng bị chúng tàn phá dữ dội. Là nơi tụ tập của lợn rừng, chúng đi thành đàn gần mấy chục con di chuyển từ vách núi ra sông uống nước. Trên đường đi, chúng phá sạch hoa màu người dân do đó bị người dân truy đuổi và tận diệt. Tại vùng U Minh Hạ, lợn rừng trong U Minh Hạ nhiều, chúng làm ổ bằng cây dớn to trong rừng. Chúng ủi đất tung tóe khắp nơi, chúng thường xuyên mò về ruộng vườn của đồng bào để phá trong đó khỉ và lợn rừng thì chỉ phá phách. Chúng ủi đất trốc cây, vặt quả nghịch chơi.
Người ta đào những hố sâu gần 2m, sau đó ủ những nhánh cây và rải thức ăn lên trên để dẫn dụ heo rừng sụp bẫy, có nhiều hố những thợ bẫy còn đặt chông bên dưới, khi rơi xuống, heo rừng sẽ chết và họ dễ dàng mang về nhà. Sau những lần bị sập hố, những con lợn rừng càng trở nên tinh ranh hơn, chúng không bị sập nữa, một kiểu bẫy khác là sử dụng một chiếc bẫy có cấu tạo chiếc bẫy khá đơn giản, gồm sợi dây thòng lọng dùng trói chân con thú được làm bằng 8 bợi dây côn, phanh xe đạp, xe máy nối lại. Một đầu dây buộc vào thanh sắt dài khoảng 70 cm và một chiếc lẫy nhỏ để bật dây thòng lọng khi con thú đi lên, những chiếc hố nhỏ đường kính khoảng 15 cm - 20 cm được khoét sâu khoảng 5 cm và đặt lẫy xuống dưới, trên miệng hố những vòng tròn thòng lọng được đặt khéo léo. Khi trúng bẫy, người ta dùng thanh sắt đánh vào đầu, con lợn lồng lên rồi nằm im sau đó trói chặt con lợn rừng bằng những sợi dây cáp của chiếc bẫy khác. Những tay thợ săn không có kinh nghiệm mới đánh chết lợn, người có kinh nghiệm thì chỉ đập cho nó ngất đi rồi đem đến quán bán nó lại tỉnh lại như vậy bán mới được giá.
Tại Hồng Kong có ghi nhận sự việc Một con lợn rừng lạc vào trung tâm thương mại ở Hong Kong, tót lên nóc một quầy hàng quần áo trẻ em, cắn hình nộm và khiến cảnh sát ra tay. Lợn đang là chủ đề tranh luận giữa các nhóm muốn bảo vệ và muốn tiễu trừ chúng ở đặc khu này. Trước đó một ngày, một con lợn rừng khác cũng bơi qua hồ nước lọt vào công viên. Cảnh sát đã phải mang khiên chống bạo động, đuổi theo con lợn, dồn nó vào một bãi đỗ xe và quây chặn, trước khi bắn thuốc mê rồi nhốt nó lại. Trong vòng 5 ngày, đã có ba con lợn lọt vào khu dân cư ở Hong Kong, vượt đèn đỏ, đi dạo trong công viên, lang thang trong trung tâm thương mại, khiến người dân Hong Kong xôn xao. Chúng hung tợn và không thân thiện. Số lượng lợn đực hoang đang tăng lên nhanh chóng, và chúng không sợ người. Một số người chủ trương tiễu trừ số lợn hoang này bởi e sợ chúng sinh sản nhanh và gây náo loạn. Tuy nhiên các nhóm bảo vệ quyền của động vật, trong đó có tổ chức bảo vệ lợn hoang, biện hộ cho chúng với lý do những con lợn này vô hại.

### Tấn công

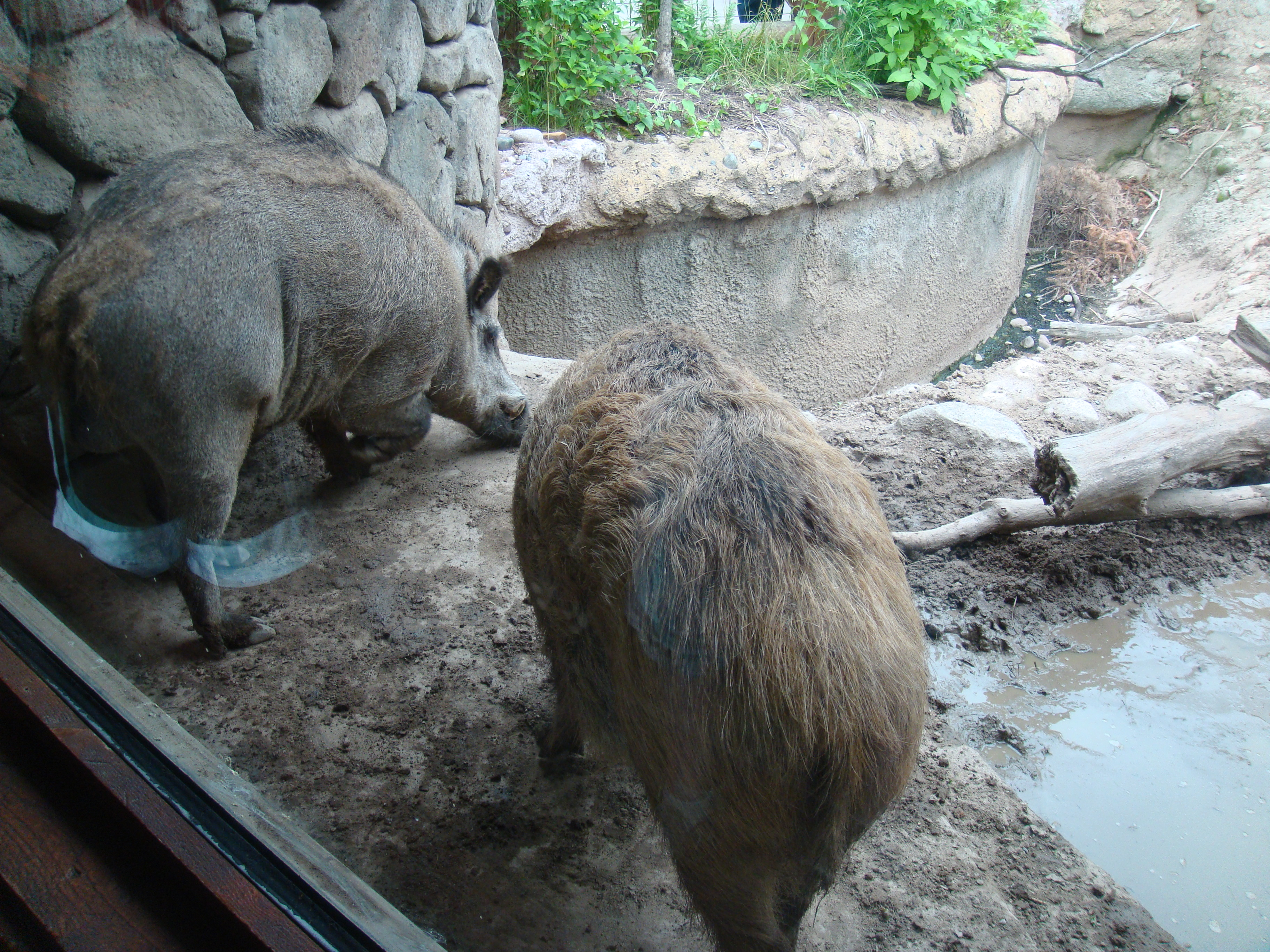
Hai con lợn rừng

Mặc dù là loài đào bới ăn củ quả và tính vốn không hung dữ nhưng lợn rừng ở Việt Nam do bị săn bắn quá nhiều nên chúng trở nên hung dữ, chống cự quyết liệt các đối thủ, thậm chí gây trọng thương cho thợ săn khi không còn đường chạy trốn. Chẳng hạn như ở hai huyện Hương Khê và Hương Sơn Hà Tĩnh có khoảng 100 nhóm thợ săn lợn rừng, và ngày nào cũng có vài con lợn rừng bị mổ thịt, ở vùng U Minh Hạ, lợn rừng cũng là nguồn thực phẩm dồi dào cung cấp cho người dân và người ta hay đặt bẫy và dùng chó săn để bắt lợn rừng. Lợn rừng Việt Nam mới được bắt từ rừng về rất nhạy cảm. Hễ có người lạ đến chúng gằm vào đối phương và luôn ở tư thế phòng thủ hoặc chúng bỏ chạy, sẵn sàng bay qua tường rào cao, lách cửa, chui chân tường hổng, lao cả đầu vào tường, rào và nếu là lợn đực chúng có thể quay lại đánh trả người, có những con lợn đực mặc dù đã được nuôi lâu, nhưng khi thấy người lạ đến, đều xông tới tấn công, kể cả những con lợn rừng Việt được sinh ra trong chuồng thì chúng vẫn khó tiếp xúc.
Tại bản Ngân Văn Cảnh, bản Co Cài, Trung Lý, Mường Lát, Thanh Hóa là bạt ngàn đồi núi thường có đàn lợn lòi trên núi về bản phá tung hoa màu đặc biệt là lợn lòi thường về phá sắn những nương sắn bị chúng cày ủi thường xuyên. Ở đây có câu chuyện về một lần có người vác súng đi săn trên núi Pha Xiêng đỉnh cao của dãy núi Pù Dào, người thợ săn nằm phục một con lợn lòi nặng khoảng 80kg trong tiết trời giá rét, khi thấy tấm thân mốc thếch của con thú đi vào tầm bắn, người thợ săn bắn hạ con thú ngã vật xuống nhưng bỗng thấy nó vùng dậy, nhằm thẳng gốc cây nạn đang trú ẩn phóng tới với một tốc độ nhanh và dùng cả tấm thân đồ sộ, cùng cặp răng nanh đâm sầm vào và hất tung nạn nhân văng xuống sườn dốc, nạn nhân bất tỉnh và vết thương chí mạng đó hành hạ đến chết
Tại Hà Tĩnh có câu chuyện về săn lợn rừng, khi lợn rừng trúng bẫy và thợ săn phát hiện một con lợn rừng đang nằm thở phì phò bên bụi cây, cuộc vật lộn cả đêm đã làm nó hết sức chống cự. Con lợn rừng gầm gừ dựng đứng hàng lông trên gáy, mắt gườm gườm nhìn thẳng vào đám người vây quanh. Nó loạng choạng cố đứng dậy cố tạo thế phòng thủ nhưng nó lại quỵ xuống ngay. Người thợ săn tưởng đã tóm được con lợn này, thấy nó nằm im tưởng nó đã hết sức chống đỡ, vừa đến gần con lợn vùng lên lao thẳng vào nạn nhân, sau cú tấn công bất ngờ này, nạh nhân phải nằm viện hơn 1 tháng trời với chằng chịt vết thương trên mình còn con lợi kéo theo cả chiếc bẫy chạy thoát. Một câu chuyện khác về dân bản đánh bẫy được một con lợn lòi nặng 120 kg đem về quẳng giữa sân để chờ xả thịt nhưng con lợn bứt dây thoát được và con thú bị thương đó lập tức lồng lên, xông thẳng vào một người phụ nữ khiến người này mình mẩy đầy máu, chỉ kêu khóc thảm thiết rồi gục xuống tắt lịm, chết tại chỗ, 31 người đàn ông quây lại mà không hạ nổi con thú đang cơn khát máu đó đến sáng hôm sau, khi đám thợ săn đem súng đến nhằm vào gốc lau nó đang trú ẩn, bắn 12 phát đạn thì mới hạ được con lợn lòi này
Để săn được lợn rừng, ngoài người thợ săn bắn giỏi họ còn huấn luyện thêm một đội chó săn tinh luyện để cùng hỗ trợ. Mỗi lần đi săn lợn rừng, phường săn mang theo ít nhất ba con chó săn để đuổi bắt. Tuy nhiên, cũng có những khi chó săn bị lợn rừng húc chết. Tại vùng U Minh Hạ có con lợn rừng độc chiếc gọi là Ông Chảng, nặng tới 180 kg, vốn là một con lợn rừng đã trúng bẫy nhưng con này vô cùng hung dữ. Để thoát bẫy, nó tự cắn đứt chân mình và khi bị mất chân, nó càng hung dữ hơn, khi nó kiếm ăn ở khu rừng ven ấp và hễ gặp người là tấn công. Nhiều người chạy thục mạng khi gặp con lợn này. Con lợn độc chiếc tấn công, hai cái răng nanh sắc nhọn như lưỡi dao của nó vô cùng nguy hiểm. Nó đã giết 4 trong số 06 con chó săn, mó đã 4 lần dùng răng nanh húc lòi ruột chó, rồi ngoạm đứt họng chó, sau đó nó tiếp tục húc chết thêm một con chó săn đầu đàn, sau đó thì bị thợ săn giết chết bằng mũi giáo đã thọc ngập mang tai, cụ thể là khi phát hiện con heo rừng đang núp trong lùm mịt mùng chang đước và cây ráng. Bầy chó săn bao vây, sủa vang động báo hiệu thì con lợn từ trong bụi rậm đã nhảy phóc ra ngoài, trực diện tấn công con chó đầu đàn, nó đánh bằng nanh một phát lòi ruột con chó đầu đàn.
Mới đây nhất, tại Nghệ An xảy ra vụ việc lợn rừng tấn công phóng viên, một phóng viên đang ngồi chơi ở sân nhà bất ngờ bị lợn rừng nặng hơn 80 kg tấn công, con lợn rừng vượt qua tường rào lao vào tấn công dữ dội, làm nạn nhân bị thương nhiều vết ở chân. Con lợn rưng đen trũi lao qua bờ tường, húc đổ giàn trầu, lao vào sân nhà và dùng hai răng nanh dài, nhọn hoắt của mình con vật hung hãn ngoạm một miếng rách từ bẹn đến quá đầu gối máu nạn nhân chảy xối xả. Sau khi tấn công vụ thứ nhất, con lợn rừng tiếp tục tấn công một số hộ dân khác, làm một phụ nữ 60 tuổi ở cùng xóm bị thương nặng phải nhập viện cấp cứu, lúc đó nạn nhân đang đi tiểu thì bất ngờ bị con lợn tấn công, nó cứ húc, ngoạm vào hai đùi, chỉ kịp kêu lên một tiếng rồi ngất lịm phải khâu 18 mũi vì vết thương quá sâu. Chính quyền địa phương đã huy động lực lượng vây bắt, gồm hàng trăm người với gậy gộc, lưới và chó săn đổ xô đến vây bắt và đến chiều cùng ngày lực lượng này mới bắt được con lợn hung hãn, dù vậy nó đã kịp tiếp tục quậy nát một số vạt lúa của nhiều hộ dân xóm 2 và cắn chết một con chó săn. Nguyên nhân do con lợn bị người dân dồn ép, đuổi bắt từ mấy ngày qua nên nó bức bí và trở nên hung hãn, hễ gặp người là tấn công.

## Nuôi lợn rừng
Hiện nay ở Việt Nam có nghề chăn nuôi lợn rừng để cung cấp thịt. Thịt lợn rừng được cho là ngon hơn nhiều so với lợn nhà, thịt heo rừng lai thơm, hàm lượng cholerteron thấp, đặc biệt là vào dịp Tết, Nhiều người quan niệm ăn thịt heo rừng vào đầu năm mới sẽ mang lại nhiều may mắn. Một số nơi chăn nuôi phương pháp nuôi lợn rừng bán hoang dã và sử dụng cây thuốc Bắc, thuốc Nam để làm thức ăn và phòng, chống dịch bệnh. Việc nuôi thành công lợn rừng theo kiểu bán hoang dã sẽ cho thu nhập cao vì lợn rừng là đặc sản, nuôi lợn rừng dễ, lợn rừng là động vật hoang dã nên không thể áp dụng phương pháp chăn nuôi như lợn nhà. Việc đầu tiên là phải xin giấy phép chăn nuôi.
Chuồng trại làm đơn giản, tuy nhiên, phải nắm vững một số đặc điểm và tập tính của lợn rừng để bố trí chuồng trại, phân loại theo tuổi. Hàng ngày phải vệ sinh chuồng trại, dọn bỏ thức ăn thừa, rửa sạch máng ăn, máng uống... Tường rào phải chắc chắn, kiên cố. Chuồng trại của chúng được làm nơi đất cao thoáng mát, có chỗ thoát nước để vệ sinh; có nguồn nước sạch, không những cung cấp đủ cho lợn uống mà còn duy trì được hệ thực vật phong phú và giữ được độ ẩm thích hợp cho lợn rừng. Thả lợn trong 1 ha rừng thì chẳng khác gì lợn rừng hoang dã.
Thức ăn cho lợn rừng, ngoài các loại cỏ, cây, mầm cây, rễ cây, hạt ngũ cốc, củ quả, bổ sung các loại cây, lá thuốc Nam, thuốc Bắc để tạo sức đề kháng và phòng, chống dịch bệnh cho lợn rừng. Thức ăn của lợn rừng chủ yếu là thực vật. Không nên lạm dụng thức ăn giàu dinh dưỡng để nuôi lợn rừng vì nó sẽ làm cho phẩm chất thịt bị biến đổi và nhiều khi làm cho lợn bị bệnh rối loạn tiêu hóa gây tiêu chảy. Thực tế cho thấy, heo rừng thường tìm đến nương rẫy mới đốt kiếm tro, đất sét để ăn...Khẩu phần thúc ăn cho heo rừng thông thường: 70% là rau, củ, quả các loại (có thể sản xuất tại trang trại), 30% là cám, gạo, ngũ cốc các loại, hèm bia, bã đậu... Mỗi ngày cho ăn 2 lần (sáng, chiều), một con heo lai trưởng thành tiêu thụ hết khoảng 2–3 kg thức ăn các loại. Khẩu phần ăn phải theo công thức để đảm bảo thành phần nạc mỡ của lợn. Cây làm tăng hàm lượng đạm, thịt lợn thơm hơn.
Lợn rừng là động vật hoang dã mới được thuần hóa, nên sức đề kháng cao, ít dịch bệnh. Tuy nhiên, lợn rừng cũng thường bị một số bệnh như dịch tả, tiêu chảy, tụ huyết trùng, lở mồm long móng, bệnh sán lá, bệnh ghẻ lở và một số bệnh thông thường khác. Ứng dụng cây thuốc Nam và thuốc Bắc để làm thức ăn và điều trị bệnh nên đàn lợn luôn khỏe mạnh, chất lượng thịt tốt. Heo con một tuần tuổi cần chích bổ sung chất sắt. Một tháng tuổi thì tập heo con ăn bằng thức ăn tinh. Sau gần 2 tháng tuổi, heo con tách mẹ được đưa sang chuồng rộng gắn với sân vườn tạo điều kiện cho nó hoạt động thường xuyên. 